# Terebra floridana
Terebra floridana é uma espécie de gastrópode do gênero Terebra, pertencente à família Terebridae.